# Seuneubok Aceh (Peureulak)
Seuneubok Aceh is een bestuurslaag in het regentschap Aceh Timur van de provincie Atjeh, Indonesië. Seuneubok Aceh telt 1376 inwoners (volkstelling 2010).